# Phyllodistomum duplicatum
Phyllodistomum duplicatum (von Baer, 1827) – gatunek przywry. Pasożyt wewnętrzny szczeżui pospolitej i ryb karpiowatych.
Gatunek opisał Karl Ernst von Baer w 1827 na podstawie stadium cerkarii jako Cercaria duplicata. Od tego czasu podejmowano próby odkrycia, którego gatunku jest larwą. Opisano też kilka innych okazów pod tą samą nazwą. Ostatecznie stwierdzono, że taki typ cerkarii odpowiada przedstawicielom rodzaju Phyllodistomum. Badania molekularne nie potwierdzały jednak żadnego przyporządkowania. W 2024 zespół Virmantasa Stunžėnasa opublikował opis dorosłych osobników, uznając je za przedstawicieli nowo odkrytego gatunku. Jako holotyp wybrano osobniki wyizolowane z ciała wzdręgi złowionej w Zalewie Zesławickim, który wyznaczono jako miejsce typowe. Preparaty przechowywane są w Centrum Badań Przyrodniczych w Wilnie.

## Budowa
Forma dorosła jest wydłużonym, lancetowatym robakiem o długości ok. 2700 μm (2400-3050) i szerokości ok. 900 μm (690‒920) w najszerszym miejscu, czyli na poziomie przedniego jądra, i gładkich bokach ciała. Przedni odcinek stanowi około 35% długości ciała. Przyssawki podobnej wielkości – gębowa ok. 200 μm × 210 μm, brzuszna ok. 210 μm × 220 μm. Obie okrągłe lub brzuszna owalna. Brak gardzieli. Przełyk prosty o długości ok. 200 μm, rozwidlający się bliżej przyssawki gębowej niż brzusznej na dwie gałęzie jelita. Są one proste, szerokie, ślepo zakończone i sięgają prawie do końca ciała. Gonady i gruczoły żółtkowe oraz jaja znajdują się między gałęziami jelita za przyssawką brzuszną. Por genitalny nieco przed nią. Dwa lekko płatowate jądra w środkowej części ciała. Rozmiary zmienne, przy czym przednie przeciętnie o wymiarach 230 μm × 130 μm, a tylne 220 μm × 150 μm. Nasieniowód workowaty (sferyczny), dość duży (84 μm × 82 μm), położony powyżej poru genitalnego. Jajnik o budowie nieregularnej, trój- lub czwórpłatowy, o wymiarach 120 μm × 135 μm. Asymetrycznie położony pod prawym gruczołem żółtkowym. Dwie wydłużone masy żółtkowe. Macica silnie poskręcana, prawie całkowicie mieści się między gałęziami jelita. Jaja owalne o wymiarach 35 μm × 21 μm. Jajowód rurowaty, uchodzący na tylnym krańcu ciała. Brak cirrusa.
Cerkaria ma stosunkowo krótki, maczugowaty ogon, który przekształca się w okrywę cysty. Jego kutykula rozrasta się i otacza larwę. Po przekształceniu jajowaty, a jego komórki są wydłużone i luźno związane z błoną podstawną. Układ rozrodczy w pełni zróżnicowany, choć niedojrzały.
Liczba chromosomów: 2n=18.
Morfologicznie Phyllodistomum duplicatum najbardziej przypomina Phyllodistomum elongatum. Wśród przedstawicieli swojego rodzaju wyróżnia się położoną międzyjelitowo macicą. Jedynie Phyllodistomum cyprini jest pod tym względem podobne.

## Cykl życiowy
Dorosłe osobniki pasożytują w cewce moczowej ryb z następujących gatunków: wzdręga, jaź i lin. Larwy (sporocysty, cerkarie) występują u szczeżui pospolitej. Rzadko podawane są również z pokrewnych gatunków małży, ale według niektórych ekspertów mogą to być omyłkowe stwierdzenia, co oznacza, że  szczeżuja pospolita jest jedynym żywicielem pośrednim. Sporocysty, zajmując gonady małża, powodują ich zanik, czyniąc go bezpłodnym. Są zdolne do partenogenezy i zwykle produkują kilka cerkarii, które po kilku minutach od uwolnienia z żywiciela pośredniego formują cysty z wykorzystaniem ogona. Metacerkaria powstaje po godzinie, dwóch i rozwija się przez kolejne kilkadziesiąt. Ta forma jest zjadana przez żywiciela ostatecznego.
W populacjach szczeżui stwierdzano występowanie larw Phyllodistomum duplicatum u 0,2–11,9% osobników. Prewalencja u ryb nie jest dobrze zbadana, ale może być znaczna. Stwierdzano współwystępowanie różnych gatunków Phyllodistomum u tych samych gospodarzy.
Występowanie potwierdzono w węższym zasięgu niż zasięg gatunków żywicielskich – od południowej Polski i zachodniej Ukrainy do południowej Finlandii i północno-zachodniej Rosji. Stwierdzenia z innych rejonów, m.in. Włoch i południowej Ukrainy, oparte są tylko na obserwacjach morfologicznych.